# Syzeton abnormis
Syzeton abnormis là một loài bọ cánh cứng trong họ Aderidae. Loài này được King miêu tả khoa học năm 1869.